# 八つ墓村 (1996年の映画)
『八つ墓村』（やつはかむら）は、1996年10月26日に公開された日本映画。製作はフジテレビジョン、東宝、角川書店。制作プロダクションは東宝映画。配給は東宝。上映時間は127分。イーストマンカラー、ビスタサイズ。第9回東京国際映画祭特別招待作品。

## 概要
1970年代に石坂浩二の金田一耕助シリーズを手掛けた市川崑による17年ぶりの金田一映画。物語は簡素化されているが、原作に比較的忠実に描かれている。特に、原作ではヒロイン的な扱いながら映像化の際は省略されることの多い典子の扱いが比較的重い点が特徴。
石坂浩二主演シリーズの常連出演者だった加藤武と小林昭二が本作にも出演している。また77年版にも出演した井川比佐志も本作では諏訪弁護士を演じる。

## ストーリー（原作との差異）
概ね原作に沿っているが、ストーリー展開を簡素化するためと思われる改変が多々なされている。特に、鍾乳洞内で屍蝋安置位置より遥かに深くまで行くことは無く、鍾乳洞の地図が入った辰弥の守り袋も登場せず、洞内探検や追跡劇あるいは洞内での情交などの場面は無い。また、財宝も発見されない。関連して、小梅は誘拐されるのではなく屍蝋の甲冑を頭上から落とされてその場で殺され、九野（原作の久野）の死体はその直後に簡単に発見される。終盤で美也子が村人たちを扇動する設定も無く、むしろ田治見家に押し寄せてきた村人たちを説得して解散させている。
鍾乳洞への抜け道になっている長持は辰弥の座敷の納戸ではなく庭を挟んだ向かいの納屋にあり、出入りのために辰弥に眠り薬を飲ませる設定は無い。春代が犯人の指を噛みちぎり辰弥に看取られて死ぬ経緯は原作に沿っているが、場所は鍾乳洞内ではなく納屋である。これは、小梅の遺骨を持って鍾乳洞へ行こうとした小竹が落下してきた駕籠で圧死し、そのときの悲鳴を聞いて春代が納屋に駆けつけたため、慌てた犯人が絞殺しようとした結果である。春代の心臓は、この顛末による負担に耐えられなかった。
金田一は森家の当主（原作の野村荘吉）ではなく諏訪弁護士の依頼で調査に入っており、逗留先も民宿を兼業している郵便局である。亀井陽一の写真が発見された時点では何者か判らず、金田一が郵便局に逗留している立場を利用して、26年前当時の郵便局長（つまり鶴子の上司）の息子が岡山市内で時計屋を営んでいたのを訪ねて明らかにする。亀井と辰弥の親子関係は鶴子が拉致される前に戦地の亀井に宛てた手紙で妊娠を報告していることから明らかになる。
亀井は辰弥誕生より前に戦病死していて、英泉として現れることはない。登場する僧侶は濃茶の尼の他には洪禅（蓮光寺ではなく麻呂尾寺）のみで殺害されることはなく、梅幸尼も登場しない。関連して、九野医師（原作の久野）の殺人計画書は存在せず、疎開医の新居も登場しない。双児杉が落雷で裂けた設定も無い。
その他、以下のような差異がある。
- 辰弥は神戸で化粧品会社ではなく石鹸工場に勤めていた。
- 磯川警部ではなく等々力警部が登場する。金田一と面識は無かった。
- 美也子は草木染をしている。脅迫状がアオバナ染料で書かれていたことが犯人特定の手がかりになる。
- 慎太郎は参謀本部（陸軍）ではなく海軍の士官であった。
- 典子は辰弥と恋仲になることは無いが、来村した金田一が酔った吉蔵に襲われそうになったのを助けたうえ宿を紹介したり、8人という人数の符合を辰弥に指摘するなど、重要な役どころを担っている。
- 典子は戦災で親を亡くしたため田治見家に引き取られ、復員した慎太郎と共に田治見家の二階に居住している。亡父の名は修二ではなく要次である。また、村の医師は要蔵の従兄・久野恒実ではなく要蔵の末弟・九野要三郎である。
- 春代の病は専ら心臓のみで腎臓を患っている設定は無い。
- 丑松は辰弥の身元が確認された直後に諏訪弁護士も居る前で突然倒れて死亡した。倒れる前に苦しんだ様子は無い。
- 濃茶の尼は、辰弥の来村直後ではなく田治見家の座敷に初めて入ったときに庭に忍び込んできて辰弥を罵った。辰弥に突き飛ばされて殺されかけたと主張するのもこのとき。
- 久弥が薬を飲んで死亡したのは皆の目前ではなく一人で居るときであり、お島が死体を発見した。
- 久弥の初七日法要に、美也子の毒薬窃盗を目撃していた濃茶の尼が強請りに現れ、帰った直後に殺害される。慎太郎は美也子に関することとして濃茶の尼に呼び出されていたため現場を目撃する。その様子を目撃した辰弥が、慎太郎のことを隠して警察と金田一に通報する。
- 久弥の死亡現場に八つ墓村の護符、濃茶の尼の殺害現場に尼子氏を象徴する鎌が置かれていた。
- 辰弥が狙われる可能性に気付いた金田一が話を聞こうと美也子と共に訪ねると、辰弥は村を離れようとしていた。止める2人に辰弥は鍾乳洞内の屍蝋を見せる。それを追ってきた春代（屍蝋の存在を知っていた）が26年前の経緯を3人に語る。
- 屏風には亀井と鶴子が並んで写った写真のみが封じ込まれており、辰弥が夕陽の加減で偶然に発見し、金田一がそれを取り出す。
- 美也子は辰弥を最後の8人目として殺害するため鍾乳洞へ呼び出すが、真相を見抜いた金田一が代わりに現れる。美也子は納屋で追い詰められ、慎太郎も含む皆が居る前で全てを告白した後、服毒自殺した。
- 事件後、慎太郎と典子は大阪へ出ることになり、田治見家の財産は全員が相続放棄する形になった。

## キャスト
- 金田一耕助 - 豊川悦司
- 森美也子 - 浅野ゆう子
- 寺田辰弥 - 高橋和也
- 里村慎太郎 - 宅麻伸
- 田治見小竹 / 小梅 - 岸田今日子
- 田治見要蔵 / 久弥 / 庄左衛門 - 岸部一徳
- 田治見春代 - 萬田久子
- 里村典子 - 喜多嶋舞
- 等々力（警部） - 加藤武
- 濃茶の尼 - 白石加代子
- 九野要三郎（医師） - 神山繁
- ひで - 吉田日出子
- 徳之助 - 石倉三郎
- 洪禅和尚 - 石橋蓮司
- 仙波清十郎 - 西村雅彦
- 千石（巡査） - うじきつよし
- 諏訪（弁護士） - 井川比佐志
- 田治見おきさ - 姿晴香
- 井川鶴子 - 鈴木佳
- 井川丑松 - 織本順吉
- 森壮吉 - 石濱朗
- 車坂工場長 - 小林昭二
- お島 - 大沢さやか
- 良枝 - 川口節子
- 博労の吉蔵 - 川崎博司
- 博労の勘治 - 宇治川理斉
- 博労の周平 - 保木本竜也
- 坂東刑事 - 永妻晃
- 落武者 - 今井雅之
- 下宿のおばさん - 横山通乃
- 初老の老人  - 歌澤寅右衛門
- 子供時代の久弥  - 野上亜佑多
- 郵便局の男の子  - 鈴木隼人
- 役名不明  - 清末裕之、田邉年秋、佐藤直子、井上浩、徳島更紗、末次真三郎、豊岡英郎、音羽久米子、谷口真紀、池田一視、赤沼晃、佐藤太三大、鎌田栄治、森岡隆見、田渕景也、岡山和之、山田博之、山中康司、深大寺敏樹、池上尚吾、諏訪太朗、阪東豊之助、近藤大善、野口雅弘、石川秀昭、本田景久、増島剛之、谷口肇、米田直樹、浮穴英知、羽柴誠、柴崎滋、福田宣、福永喜一、北斗辰典、鈴木正樹、水樹加奈女、小田島隆、香織友里枝、上原恵美子、三村晃弘、築柴信幸、足立建夫、向井恭介、辻井啓嗣、中海加津治、田代忠雄、円堂耕成、矢田有三、久里きなこ、松原佑奈、花塚智恵子、藤原亜季、日高雄太郎、高村祐毅、那須久美、小原勇二、白川鮎美、今野ひろみ、藤井映子、藤あけみ

## スタッフ
- 監督 - 市川崑
- 製作 - 村上光一、桃原用昇、堀内實三
- プロデューサー - 松下千秋、大川裕、島谷能成
- 企画 - 重村一、川合多喜夫、高井英幸
- エクゼクティブ・プロデューサー - 久板順一朗、大和正隆、橋本幸治
- 原作 - 横溝正史
- 脚本 - 大藪郁子、市川崑
- 音楽 - 谷川賢作
- 音楽プロデューサー - 岩瀬政雄
- 主題歌 - 小室等『青空に問いかけて』
  - 作詞 - 谷川俊太郎
  - 作曲・唄 - 小室等（フォーライフレコード）
- 撮影 - 五十畑幸勇
- 美術 - 櫻木晶
- 録音 - 斉藤禎一
- 調音 - 大橋鉄矢
- 照明 - 下村一夫
- 編集 - 長田千鶴子
- 助監督 - 手塚昌明
- 製作担当者 - 徳増俊郎
- 装飾 - 多胡啓一
- 衣装 - 斉藤育子
- 特殊造型 - 高柳祐介
- 特殊メイク - 押杵ゆかり
- 特殊視覚効果 - 小川和弘、大屋哲男、田中貴志、前田哲生
- 殺陣 - 美山晋八
- 琴指導 - 山田節子
- 音響効果 - 斉藤昌利、北田雅也
- スクリプター - 川野恵美
- スチール - 橋山直己
- 視覚効果 - マリンポスト
- スタジオ - 東宝スタジオ
- 現像 - 東京現像所
- ロケ協力 - 岡山県八塔寺ふるさと村、岡山県吹屋ふるさと村、岡山県新見市満奇洞、岡山東急ホテル
- 協力 - 島田プロダクション、アトリエ21、田島満春（能面師）
- プロデューサー補 - 保原賢一郎、関口明美、有正真一郎
- 録音 - 東宝サウンドスタジオ
- 製作 - 東宝映画
- フジテレビジョン = 東宝 = 角川書店提携作品

## 製作
当時のハリウッド映画でリメイクブームが起き、国内ではミステリーブームが流行っていたことを受けて、東宝のプロデューサーだった高井英幸が映画化を企画した。当初は1970年代に金田一5部作に主演した石坂浩二を再起用する方向で話が進んでいたが、東宝側から「新しい金田一像を創って欲しい」という要望が急遽入り、同じく東宝が推した豊川悦司が、「若者に人気がある」という理由で主役抜擢された。監督を担当した市川崑は、「金田一というのは、そんなに心理的に綾を成して作り込む役ではない」という考えから、金田一に対して最低限守るべき演技事項を打ち合わせた後は、豊川に演技プランを自由に任せ、反対にヒロイン・美也子役の浅野ゆう子に対しては、細かい芝居要求を行うという、正反対の演技指導を行った。また大ヒットした松竹版との差別化を図るため、時代設定を原作順守の昭和20年代とし、金田一を早く登場させ、尚且つ原作よりも活躍させたいという監督の要望から、テンポを演出と編集で早めて金田一の登場が前倒しされ、さらに東宝側から上映時間を2時間強に収めるよう要請があったため、原作に存在した『殺人メモによる空想殺人』、『鍾乳洞の地図』、『落ち武者が隠した三千両』といった要素は全てカットされた。キャスティングに関しては、岸田今日子と白石加代子、吉田日出子の3人は監督がプロデューサーに働きかけて起用され、浅野ゆう子と岸部一徳、石倉三郎も脚本段階で概ね構想されていた人選から起用された。
里村慎太郎役の宅麻伸は、エグゼクティブプロデューサーの橋本幸治からの推薦で起用された。橋本は映画監督時代に『ゴジラ』（1984年版）でも宅麻を起用していたが、市川は宅麻を知らなかった。

## トリビア
- 映画の主題歌「青空に問いかけて」は、テレビドラマ『俺たちの朝』の主題歌を作曲家・小室等がセルフカバーしたものである。
- 本作で岸田今日子演じる双子の老婆役が赤い襟の肌襦袢を着ているが、これは岸田のアイディアを監督が採用したものである[5]

。
- 森美也子が草木染のアトリエを持っているというオリジナル設定は、脚本に参加した大藪郁子のアイディアである[6]。
- シリーズ冒頭の特徴だった明朝体のクレジット表記が本作では末尾に移動しているが、これは監督が金田一登場を劇中で前倒すために編集した結果である[7]。
- 前年に米国で大ヒットし、日本の映像業界にも多大な影響与えた米国映画『セブン』の演出が劇中でインスパイアされており、金田一耕助と寺田辰弥が懐中電灯を頼りに暗闇を進む場面で、ほぼ同じ演出がなされている[8]。

## 受賞
- 第39回ブルーリボン賞 助演女優賞（岸田今日子）
- 日本映画技術賞美術部門（櫻木晶）